# Бережани (Львівський район)
Бережа́ни —  село в Україні, у Львівському районі Львівської області. Колишня назва — Друга Вулька. Населення становить 142 особи. Орган місцевого самоврядування — Давидівська сільська рада.

## Населення
За даними всеукраїнського перепису населення 2001 року, у селі мешкають 142 особи. Мовний склад села був таким:
| Мова       | Число ос. | Відсоток |
| ---------- | --------- | -------- |
| українська | 139       | 97,89    |
| російська  | 3         | 2,11     |